# Scottish Division One 1938-1939
La Scottish Division One 1938-1939 è stata la 49ª edizione della massima serie del campionato scozzese di calcio, disputato tra il 13 agosto 1938 e il 29 aprile 1939 e concluso con la vittoria dei Rangers, al loro ventiquattresimo titolo.
Capocannoniere del torneo è stato Alexander Venters (Rangers) con 35 reti.
È stato l'ultimo campionato prima della sospensione dovuta alla seconda guerra mondiale. Il campionato riprese ufficialmente soltanto nel 1946, a guerra conclusa.

## Classifica finale
Fonte:
|  | Pos. | Squadra             | Pt | G  | V  | N | P  | GF  | GS | QR    |
|  | ---- | ------------------- | -- | -- | -- | - | -- | --- | -- | ----- |
|  | 1.   | Rangers             | 59 | 38 | 25 | 9 | 4  | 112 | 55 | 2,036 |
|  | 2.   | Celtic              | 48 | 38 | 20 | 8 | 10 | 99  | 53 | 1,868 |
|  | 3.   | Aberdeen            | 46 | 38 | 20 | 6 | 12 | 91  | 61 | 1,492 |
|  | 4.   | Hearts              | 45 | 38 | 20 | 5 | 13 | 98  | 70 | 1,400 |
|  | 5.   | Falkirk             | 45 | 38 | 19 | 7 | 12 | 73  | 63 | 1,159 |
|  | 6.   | Queen of the South  | 43 | 38 | 17 | 9 | 12 | 69  | 64 | 1,078 |
|  | 7.   | Hamilton Academical | 41 | 38 | 18 | 5 | 15 | 67  | 71 | 0,944 |
|  | 8.   | St. Johnstone       | 40 | 38 | 17 | 6 | 15 | 85  | 82 | 1,037 |
|  | 9.   | Clyde               | 39 | 38 | 17 | 5 | 16 | 78  | 70 | 1,114 |
|  | 10.  | Kilmarnock          | 39 | 38 | 15 | 9 | 14 | 73  | 86 | 0,849 |
|  | 11.  | Partick Thistle     | 38 | 38 | 17 | 4 | 17 | 74  | 87 | 0,851 |
|  | 12.  | Motherwell          | 37 | 38 | 16 | 5 | 17 | 82  | 86 | 0,953 |
|  | 13.  | Hibernian           | 35 | 38 | 14 | 7 | 17 | 68  | 69 | 0,986 |
|  | 14.  | Ayr Utd             | 35 | 38 | 13 | 9 | 16 | 76  | 83 | 0,916 |
|  | 15.  | Third Lanark        | 32 | 38 | 12 | 8 | 18 | 80  | 96 | 0,833 |
|  | 16.  | Albion Rovers       | 30 | 38 | 12 | 6 | 20 | 65  | 90 | 0,722 |
|  | 17.  | Arbroath            | 30 | 38 | 11 | 8 | 19 | 54  | 75 | 0,720 |
|  | 18.  | St. Mirren          | 29 | 38 | 11 | 7 | 20 | 57  | 80 | 0,713 |
|  | 19.  | Queen's Park        | 27 | 38 | 11 | 5 | 22 | 57  | 83 | 0,687 |
|  | 20.  | Raith Rovers        | 22 | 38 | 10 | 2 | 26 | 65  | 99 | 0,657 |

Legenda:
      Campione di Scozia.
      Retrocesso in Division Two 1946-1947.
Regolamento:
Due punti a vittoria, uno a pareggio, zero a sconfitta.
A parità di punti, le posizioni in classifica venivano determinate sulla base del quoziente reti.
Note:
Il Queen's Park e stato poi riammesso nella Scottish Division A 1946-1947 per decisione della Federazione scozzese.